# Ombold gadefodbold
OMBOLD Gadefodbold er en nonprofit organisation, der har udviklet et fodboldkoncept målrettet hjemløse og andre socialt udsatte, der ikke naturligt opsøger almindelige idrætsforeninger. 
OMBOLD startede som en del af Hus Forbi i 2003 på baggrund af en fodbold-invitation fra skotten Mel Young, præsidenten for det internationale netværk af gadeaviser, som sammen med kollegaen Harald Smie havde fundet på at arrangere VM i gadefodbold for hjemløse. Dette blev startskuddet til OMBOLD, som sidenhen er blevet en selvejende organisation, og som hvert år engagerer ca. 1200 udsatte i gadefodboldaktiviteter.
OMBOLD Gadefodbold har ugentlige åbne træninger over hele landet, og afholder derudover ca. 10 gadefodboldstævner årligt, heriblandt Danmarksmesterskab, Jyllandsmesterskab, Fynske mesterskaber og Københavnermesterskab. 
OMBOLD Gadefodbold er også arrangører af Asfaltligaen, en fodboldliga for hjemløse og socialt udsatte. Pt. er der to ligaer bestående af Liga Hovedstaden og Liga Østjylland. 

## Hjemløselandsholdet
Af de mange spillere der deltager til OMBOLDs gadefodboldstævner udtages der hvert år 8 spillere til det danske hjemløselandshold. Hver enkelt spiller kan kun udtages én gang til hjemløselandsholdet.
Hjemløselandsholdet repræsenterer Danmark ved det årlige verdensmesterskab i gadefodbold for hjemløse og udsatte, som arrangeres af Homeless World Cup (HWC). 
Navnet OMBOLD symboliserer at man gennem fodbolden får en ny mulighed, en ny chance - en ombold. Navnet blev i første omgang kun anvendt som navnet på organisationen OMBOLD, men med tiden har de spillere der deltager i OMBOLDs fodboldaktiviteter taget navnet til sig, og tillagt det en større betydning: man spiller ‘ombold’, og går til ‘ombold’. Således er ombold nu også navnet på selve fodboldspillet.  

## Fodboldspillet Ombold
Ombold er gadefodbold, som spilles på en asfaltbane på 16x22m med bander. 
Hvert hold har 4 spillere på banen ad gangen; 1 målmand og 3 markspillere, hvoraf den ene altid skal være over midten. Der spilles med låst målfelt, som kun målmanden må opholde sig i. 
Som udgangspunkt varer en ombold-kamp 1x8min – i Asfaltligaen er kampenes længde dog udvidet til 2x10min. 
Et hold må have 4 udskiftningsspillere, og der opfordres stærkt til, at alle spillere benyttes ligeligt og hensigtsmæssigt. 
Derudover er den vigtigste regel; udvis fairplay og pas på hinanden!